# Droomvlucht
Droomvlucht (Vol de Rêve en français) est un parcours scénique du parc d'attractions néerlandais Efteling. 

## Présentation
Droomvlucht est situé dans la section Marerijk du parc. Appelé en français « Royaume Magique » ou encore « Royaume de la Magie », il se trouve dans la partie occidentale du parc. Cette section est celle des contes de fées, des créatures fantastiques et de la nostalgie.
L’attraction propose un vol dans le monde des rêves à travers forêts, châteaux, elfes, trolls et autres créatures enchantées. 
Elle fut conçue par Ton van de Ven et ouvrit ses portes en 1993. Ton van de Ven est un grand créatif du parc. Il a conçu entre autres Piraña, Fata Morgana, Villa Volta, Vogel Rok, le Peuple des Lavanors, le Château Hanté, la Pagode, De Halve Maen.
Dans ce dark ride fantastique, les visiteurs prennent place dans des gondoles qui flottent. En effet, le rail est situé au-dessus de la gondole, celle-ci est suspendue dans le vide et donne l'impression de voler. La vitesse et la hauteur des wagonnets individuels varient selon le positionnement sur le parcours. 
Dans la file d'attente se trouve un podium sur lequel avait lieu des animations lors des jours de forte affluence dans le parc. La sortie de « Vol de Rêve » est précédée du restaurant De Gulden Gaarde (ou « La Garde d'Or » en français) et du magasin de souvenirs Dromerijen (ou « Rêveries » en français), celui-ci a été transformé en 2007.
Droomvlucht n'est pas accessible aux personnes à mobilité réduite.

## Histoire
Les premiers plans concrets de l'attraction datent de 1989 et la construction débuta en 1991. Efteling voulu présenter Droomvlucht en 1992, pour le quarantième anniversaire du parc, ce qui coïncidait également avec l'ouverture de Disneyland Paris. Malheureusement, des problèmes de traction des véhicules retardèrent son ouverture à la saison 1993. Presque tout le système de transport de la société Translift, hormis les gondoles, fut changé. Une société spécialisée dans la technique de propulsion a réalisé un nouveau produit permettant d'ouvrir l'attraction. Il consiste à combiner une servo-propulsion et un différentiel électronique.
Les problèmes rencontrés représentent un coût supplémentaire de 4,5 millions € par rapport à ce qui avait été budgétisé. « Vol de Rêve » est donc revenu à 12,7 millions €, ce qui représentait à l'époque le projet le plus cher d'Efteling. 
En raison de la popularité de l'attraction, la file d'attente d'origine fut déplacée du hall thématique à une file d'attente standard en 1996. Le hall thématique est encore en service pour des événements spéciaux.

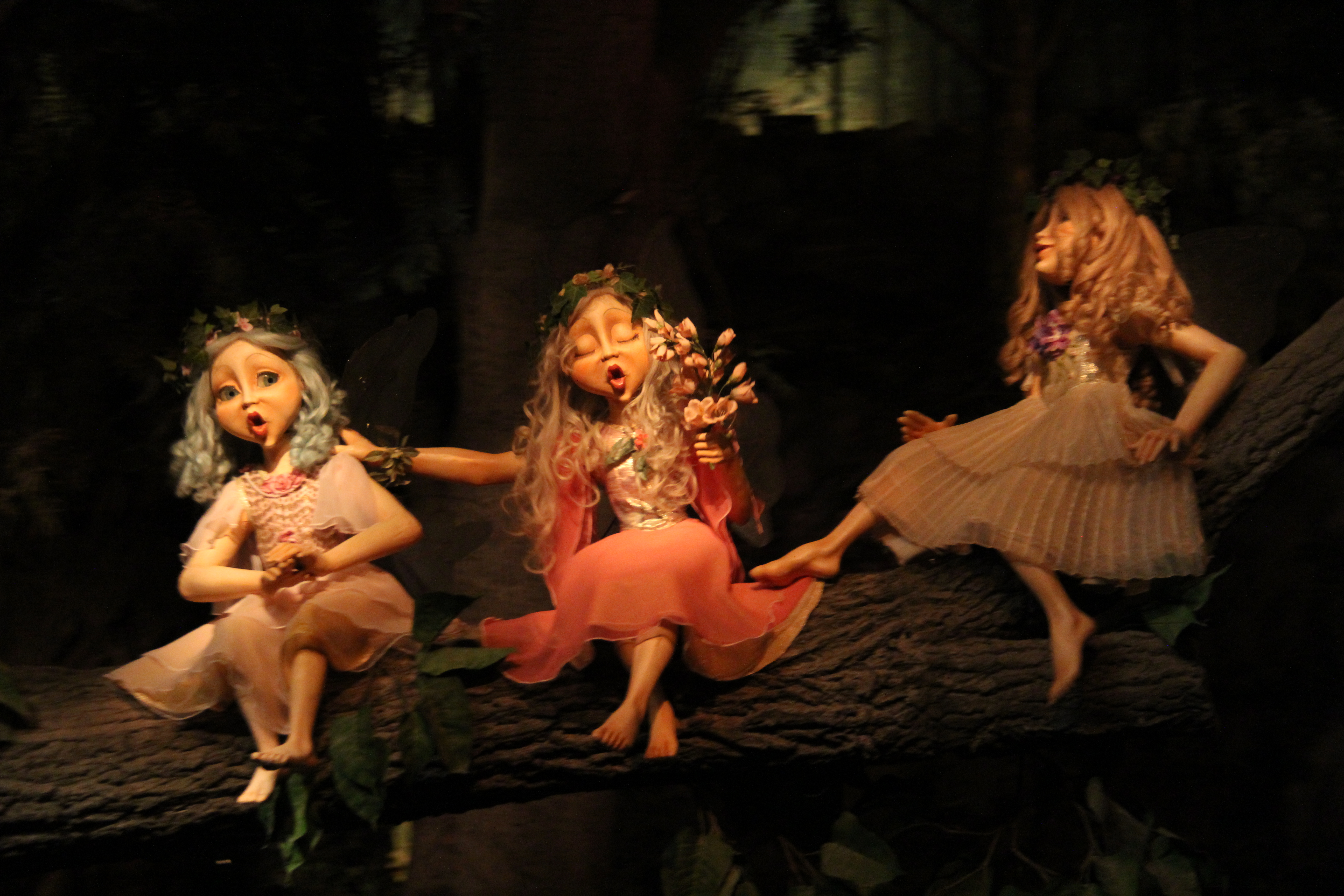
Animatroniques d'elfes.

Droomvlucht occupa très vite la première place des attractions favorites et elle est toujours très populaire. Elle est considérée entre autres par l'American Coaster Enthusiasts (association américaine de spécialistes et amateurs des parcs d'attractions) comme le meilleur dark ride au monde.
L'attraction est dotée d'un système de photo on ride.

## L'attraction

### Parcours
Le parcours est une succession de scènes entrecoupées par des tunnels sombres accompagnés de musique.
- Le Royaume des Châteaux (Kastelenrijk): Le rêve commence avec la scène du Royaume des Châteaux. Quatre châteaux illuminés se bercent dans le crépuscule. Ceux-ci se trouvent sur le sommet de pics rocheux entourés de cascades, de brume et d'odeur de mousse végétale.
- La Forêt merveilleuse (Wonderwoud): La forêt est remplie d'elfes et de créatures qui ressemblent à des faunes, ou à des satyres. La scène est également composée d'une licorne blanche, d'une fée exerçant la magie et d'arbres parlants.
- Le Jardin des Elfes (Elfentuin): Ici nous entrons dans un jardin avec des elfes barbotant et se balançant dans les arbres, alors que d'autres nous observent des branches avoisinantes. Un cerf étanche sa soif. Le Roi Obéron nous salue, derrière lui se cache un petit château.
- Les Citadelles célestes (Hemelburchten): Via un tunnel d'étoiles, les passagers débouchent sur cette scène présentant des forteresses merveilleuses posées sur des planètes entourées d'étoiles. Les parties supérieures des planètes sont constituées de dioramas. Certains châteaux flottent indépendamment des planètes. Les citadelles et châteaux illuminés y sont joliment décorés.
- La Forêt Zompen (Zompenwoud): Après ce voyage céleste, le visiteur redescend sur la terre ferme. Dans la dernière scène, les wagonnets descendent une triple spirale horizontale haute de 13 mètres à travers les arbres de cette forêt marécageuse peuplée par les trolls sous une fine pluie. Ensuite, le rêve se termine par le marais de rêve, où un troll joue avec des elfes entouré de lapins[4].

### Données techniques
- Longueur : 425 mètres
- Durée : 6 minutes
- Hauteur : 17 mètres
- Déclinaison de la spirale : 13,3°

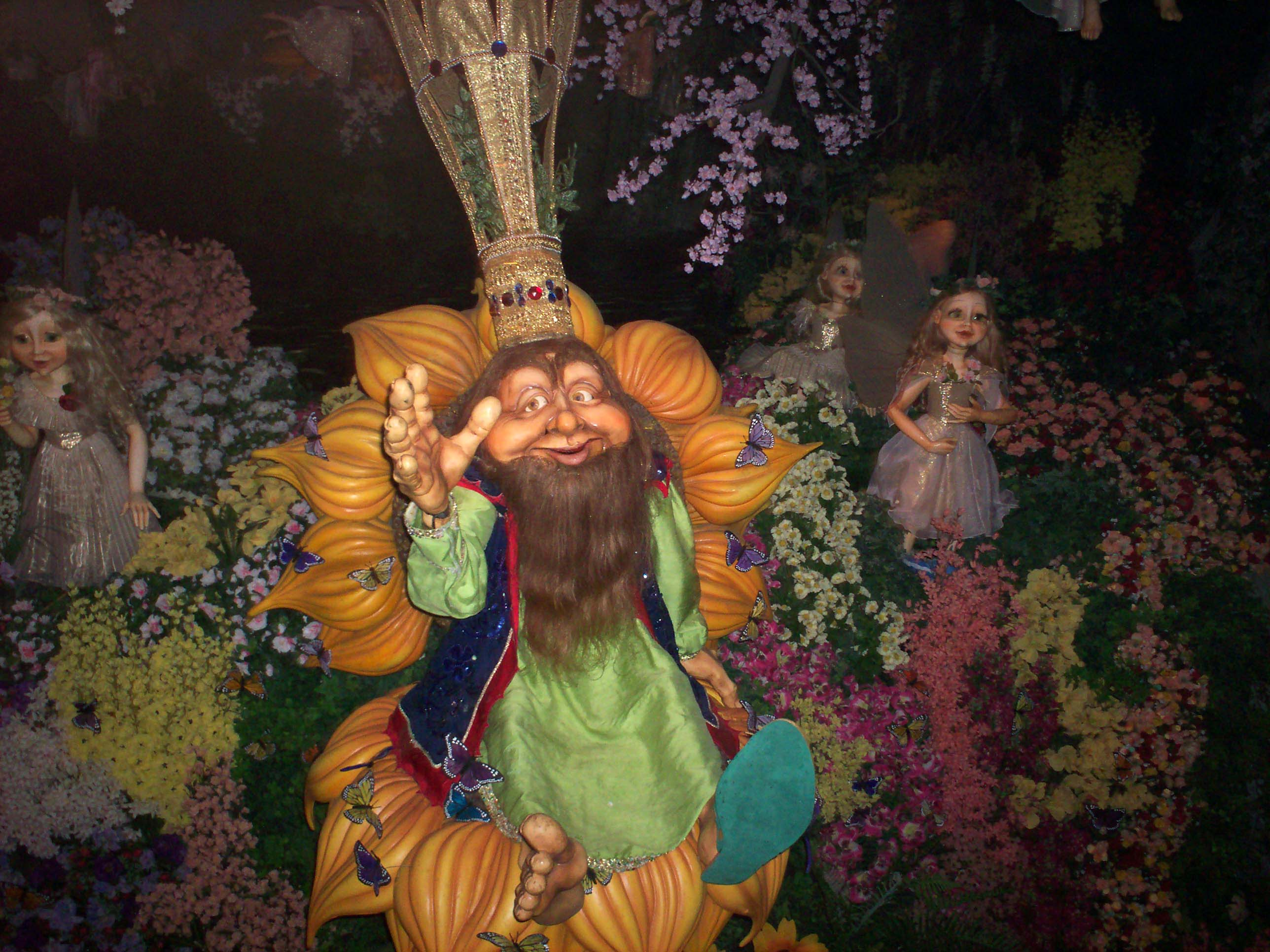
Représentation du roi Obéron.

- Diamètre de la spirale : 17 mètres
- Capacité : 1 800 personnes par heure
- Vitesse : de 2 à 20 km/h
- Prix : 12,7 millions d'euros
- Nombre de gondoles : 56 gondoles
- Nombre de fleurs : 1 million
- Nombre de feuilles : 3,8 millions
- Nombre d'animatroniques : 117 au total :
  - 36 Grands Elfes
  - 36 Animaux
  - 12 Petits Elfes
  - 12 Esprits de la Forêts
  - 10 Trolls
  - 6 Châteaux Magiques
  - 2 Fées
  - 2 Lutins des Bois
  - 1 Roi Oberon[1]

### Musique
La bande son de l’attraction a été composée par Ruud Bos, qui s’est également occupé de celles d’autres attractions du parc (Fata Morgana, Vogel Rok, Villa Volta et Carnaval Festival). La musique évolue et change en fonction des scènes de Droomvlucht, pour coller au mieux à l’ambiance. Les différentes bandes-son sont donc les suivantes : Kastelenrijk, Wonderwoud, Elfentuin, Sterrentunnel, Hemelburchten et Zompenwoud.

## Comédie musicale

Droomvlucht de Musical.

Via un communiqué de presse daté du 23 septembre 2010, le parc annonce la création d'une nouvelle comédie musicale basée sur l'attraction : Droomvlucht de Musical. Sur une idée de Olaf Vugts et Jeroen Zwartjes, celle-ci débute le 9 octobre 2011 dans le Théâtre Efteling. Coproduite par Efteling Theaterproducties et Joop van den Ende Theaterproducties, Droomvlucht de Musical est la plus grosse production du genre jamais réalisée à Efteling. C'est la première fois que la société crée un spectacle dont l'histoire est basée sur une de ses attractions,.